# Otilio Montaño

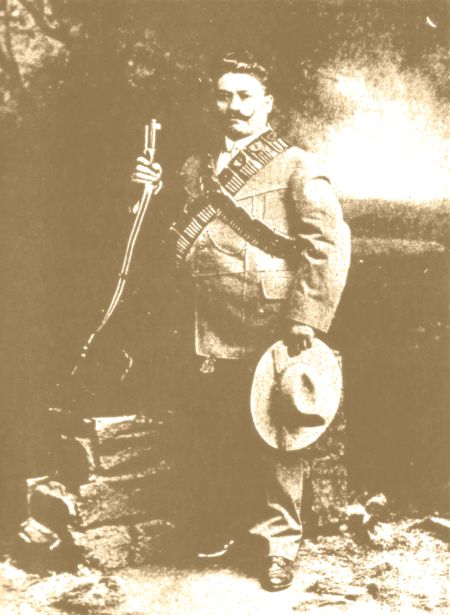
Otilio Montaño um 1915

Otilio Edmundo Montaño Sánchez (* 13. Dezember 1887 in Villa de Ayala, Morelos; † 18. Mai 1917 in Buenavista de Cuéllar, Guerrero) war ein General der Mexikanischen Revolution.

## Maderismo
Otilio Montaño war ein Sohn von Esteban Montaño und Guadalupe Sanchez. Er ging in Cuautla, Morelos, zur Schule, war Lehrer an den Schulen in Tepalcingo und Jonacatepec und Schuldirektor in Villa de Ayala (alle im Bundesstaat Morelos). Später zog er nach Yautepec um, wo er Emiliano Zapatas Cousin Amador Salazar kennenlernte. 1910 war Montaño Anhänger Maderos, 1911 schloss er sich der Bewegung Emiliano Zapatas an. 

## Zapatismo
Nach dem Streit zwischen Zapata und Madero blieb er auf der Seite Zapatas, auf dessen Geheiß er den Plan von Ayala verfasste, der im November 1911 ausgerufen wurde. Im Dezember 1914 hielt er die Begrüßungsansprache beim ersten Treffen zwischen Francisco Villa und Zapata in Xochimilco. 

## Tod
Ab 1917 musste Montaño sich auf Druck von Manuel Palafox und Antonio Díaz Soto gemeinsam mit anderen Zapatisten von Zapata zurückziehen. Nachdem er sich für die Anerkennung Venustiano Carranzas ausgesprochen hatte, wurde er von Zapata der Verschwörung angeklagt, verurteilt und am 18. Mai 1917 hingerichtet.
| Personendaten    | Personendaten                                |
| ---------------- | -------------------------------------------- |
| NAME             | Montaño, Otilio                              |
| ALTERNATIVNAMEN  | Montaño Sánchez, Otilio (vollständiger Name) |
| KURZBESCHREIBUNG | mexikanischer Revolutionär                   |
| GEBURTSDATUM     | 13. Dezember 1887                            |
| GEBURTSORT       | Villa de Ayala, Morelos, Mexiko              |
| STERBEDATUM      | 18. Mai 1917                                 |
| STERBEORT        | Buenavista de Cuéllar, Guerrero, Mexiko      |